# Гайлендс (округ)
Шаблон:StateAbbr_ 27°20′ пн. ш. 81°20′ зх. д. / 27.34° пн. ш. 81.34° зх. д.
Га́йлендс (англ. Highlands; височини, верховини) — округ штату Флорида. Площа 2663 км².
Населення 98,704 тисячі осіб (2009 рік).
Центр повіту місто Сібрінг.
Повіт виділений 1921 року з округу Де-Сото.

## Світлини

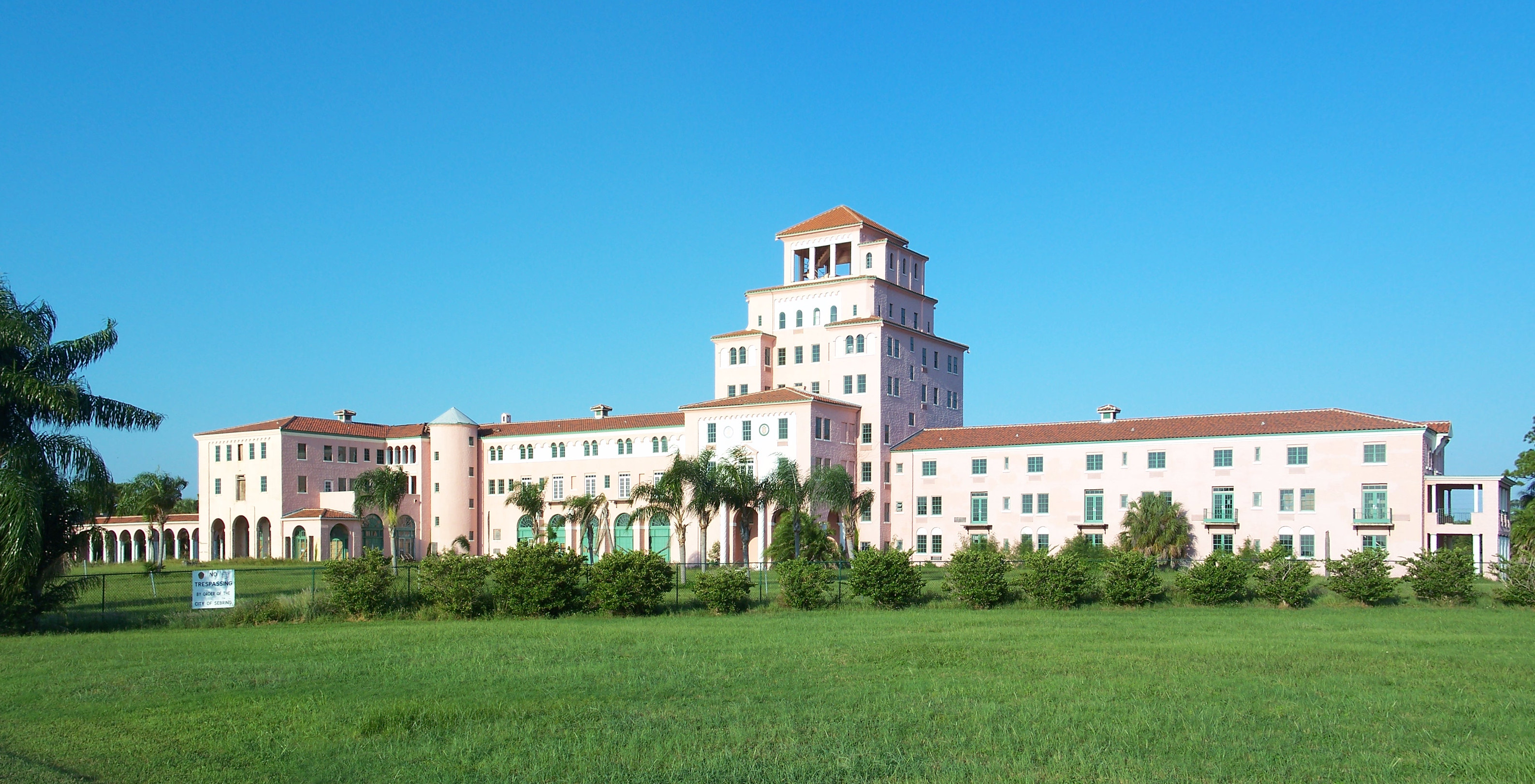
Гардер Гол у місті Сібринг
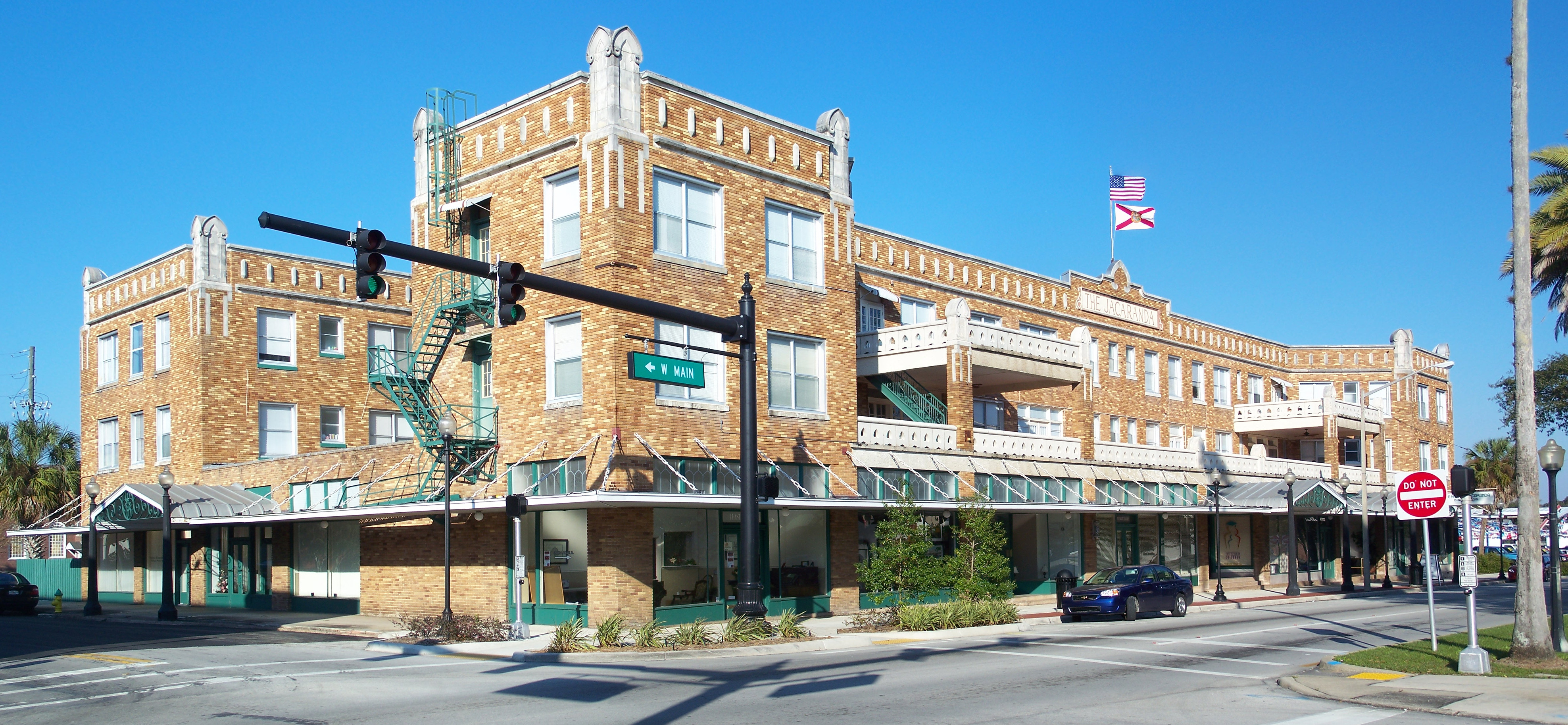
Історичний район міста Ейвон-Парк

## Суміжні округи
- Полк — північ
- Осіола — північний схід
- Окічобі — схід
- Глейдс — південь
- Шарлотт — південний захід
- Де-Сото — захід
- Гарді — захід